# Ländliche Sozialstruktur
Die ländliche Sozialstruktur war und ist in den Dörfern von Besonderheiten geprägt, die sich aus der Erwerbsstruktur der ländlichen Bevölkerung ergeben. Da durch Vorgänge der Suburbanisierung diese Besonderheit heute teilweise verlorengeht, teilweise im 20. Jahrhundert einer veränderten Struktur Platz gemacht hat, soll im Folgenden vor allem die Sozialstruktur aufgezeigt werden, wie sie vom 16. Jahrhundert bis zur Mitte des 19. Jahrhunderts in Mitteleuropa charakteristisch war.

## Die ländliche Sozialstruktur im Gebiet der mitteldeutschen Grundherrschaft
Vom 16. bis 18. Jahrhundert gab es auf dem Land als soziale Klassen in der Regel den Adel als Grundherrn, untertane Bauern und ländliches Proletariat. Vor allem in Gebirgsdörfern mit Hämmern und Hütten gab es vereinzelte frühkapitalistische Unternehmer.
Die Mehrzahl der Bevölkerung waren Vollbauern, Kleinbauern und Hausbesitzer mit einem kleinen Stück Land; in der zeitgenössischen Sprache Bauern, Gärtner und Häusler. Müller, Schafmeister und Gastwirte unterschieden sich, je nach Größe des Besitzes und rechtlicher Stellung (Erbbesitz oder nur Pächter), von Dorf zu Dorf stark voneinander. Landhandwerker waren zumeist Häusler, jedoch gingen schon im 18. Jahrhundert Teilhüfner und Gärtner mehr und mehr dazu über, handwerkliche und händlerische Betätigungen als Nebenerwerb zu betreiben. Häusler waren in der Regel die Fuhrknechte, Bergleute, Maurergesellen, Holzfäller und Tagelöhner, die schon als Proletarier einzustufen sind. Ferner gab es selbstständige Händler, Fuhrleute und in Bergbaugebieten selbstbauende Gewerke. – Hausgenossen waren die Knechte und Handarbeiter, die als Mieter im Haus wohnten.
Die Stellung der Einzelpersonen und der Familien in der Sozialstruktur war durch ihre wirtschaftliche Leistung bestimmt, der aber durch den ererbten Besitz, Zufälle und lokale Zwänge Schranken gesetzt waren. Dennoch steckte diese Struktur voller Dynamik und sozialer Mobilität. So verdoppelte sich z. B. bereits in dem Jahrhundert nach dem Dreißigjährigen Krieg in Sachsen der relative Anteil der Häusler, ebenso der Dorfhandwerker; der vollbäuerliche Anteil ging auf die Hälfte der Landbevölkerung zurück, später noch viel stärker. Diese Entwicklung führte dazu, dass sich im 19. Jahrhundert die feudale Klassen- und Schichtstruktur auflöste.
Mit der Zeit und fortschreitenden Entwicklung verändern sich jedoch nicht nur die objektiven Anteile der sozialen Klassen und Schichten an der Gesamtbevölkerung, sondern auch die Abgrenzungen für die Begriffe, wie sie von jeweiligen Zeitgenossen zur Bezeichnung sozialer Unterschiede verwendet worden sind. Z. B. hatte im Jahr 1552 Oberwürschnitz bei Stollberg im Erzgebirge 8 besessene Mann, 4 Gärtner und 28 Inwohner; 1764 zählte man 18 besessene Mann, 12 Gärtner und 20 Häusler. Hält man die Inwohner von 1552 für Hausgenossen, dann hat sich bis 1764 in diesem Ort sehr viel verändert. In Mülsen St. Micheln (Sachsen) dagegen gab es 1569 27 besessene Mann; 1750 dann 23 besessene Mann, 18 Gärtner und 43 Häusler, also die Entstehung zahlreicher neuer Häuslerstellen.
Eine ähnliche Entwicklung spiegelt die Hofgeschichte der Hüfner (Vollbauern), Kossäten (Gärtner) und Büdner (Häusler) in dem Brandenburgischen Dorf Gömnigk wider, das bis 1815 zu Sachsen gehörte. Hier werden allerdings im Erbbuch aus dem Jahr 1591 Bauern und Gärtner unter dem Begriff Besessener Mann zusammengefasst, wenn es heißt: 18 Beseßener Mann, darunter 10 Gärtner. (Siehe Kapitel Erste Zählungen.)
Der Heimatforscher, Agrarhistoriker und Genealoge sollte stets bemüht sein, die in historischer Zeit lebenden Personen so zu charakterisieren, dass sie sich in die soziale Struktur ihrer Zeit einordnen lassen. Dazu sind, zusätzlich zu den Kirchenbüchern, noch andere Quellen, vor allem Gerichtshandelsbücher und Steuerlisten heranzuziehen. Da die Größe der Hufe, der Bodenertrag und andere Bedingungen von Gegend zu Gegend sehr unterschiedlich sein können, kann gleiche äußere soziale Stellung mit recht unterschiedlichem materiellen Besitz einhergehen. Die Wiedergabe von Verkaufspreisen und Angeld für Güter und Häuser (z. B. in einer Ahnenliste) gibt dafür Anhaltspunkte, wenn auch wiederum nur relativ.

## Solidarität bei Gefahr
Im Rahmen der ländlichen Sozialstruktur hatten Anfang des 19. Jahrhunderts bei ausbrechendem Brand sofort bestimmte Einwohner die Feuerspritze zu holen. Ein Feuerläufer musste erforderlichenfalls eine weitere Löschpumpe anfordern. In vielen Dörfern hatten bei Wahrnehmung eines Brandes der Lehrer des Ortes Sturm zu läuten und der Ausschusstambour Alarm zu schlagen. Alle arbeitsfähigen Einwohner mussten mit gefülltem Eimer zur Brandstelle eilen und sich in doppelter Reihe nach dem nächsten Wasser (z. B. Bach, Brandweiher) aufstellen: „Durch die Hände lange Kette um die Wette flog der Eimer.“